# لوندها
لوندها (نام علمی: Lophornis) نام یک سرده از زیرخانواده مگس‌مرغیان است.

## گونه‌ها
- لوند تاج‌سفید (Lophornis adorabilis)
- لوند تاج‌کوتاه (Lophornis brachylophus)
- لوند بزمی (Lophornis chalybeus)
- لوند کاکل‌حنایی (Lophornis delattrei)
- لوند خال‌گوشی (Lophornis gouldii)
- لوند کاکل‌سیاه (Lophornis helenae)
- لوند طوقی (Lophornis magnificus)
- لوند طاووسی (Lophornis pavoninus)
- لوند پولک‌دار (Lophornis stictolophus)
- لوند کاکلی (Lophornis ornatus)